# Eudistoma banyulense
Eudistoma banyulense is een zakpijpensoort uit de familie van de Polycitoridae. De wetenschappelijke naam van de soort is voor het eerst geldig gepubliceerd in 1912 door Brément.